# Miloš Sládek
Miloš Sládek (* 7. srpna 1964 Kladno) je český bohemista, literární historik, vysokoškolský učitel, archivář a editor. Zabývá se starší českou literaturou, zejména texty z období baroka.

## Život
V roce 1986 absolvoval obor historie na Filozofické fakultě Univerzity Karlovy v Praze. 
V letech 1986–1990 působil v tehdejším Okresním muzeu Praha-západ v Jílovém u Prahy a od roku 1990 je odborným pracovníkem Literárního archivu Památníku národního písemnictví v Praze, kde mj. uspořádal řadu písemných pozůstalostí významných osobností, k nimž vyhotovil inventáře. Účastnil se přípravy digitalizované verze Průvodce po fondech Literárního archivu PNP (dokončeno roku 2000) a projektu soupisu polonik (2003) a hungarik (2018), uložených v témže archivu.
Externě vyučoval v letech 1994–1997 na katedře historie UJEP v Ústí nad Labem, od roku 1998 přednáší starší českou literaturu na Pedagogické fakultě UK a od roku 2011 také na Katolické teologické fakultě UK (nejprve v Ústavu dějin křesťanského umění, později na Katedře církevních dějin a literární historie). Zde absolvoval doktorské studium církevních a obecných dějin a v roce 2010 získal doktorát. Na olomoucké Univerzitě Palackého se v roce 2008 habilitoval v oboru historie.
Věnuje se problematice literatury českého baroka (zejména baroknímu kazatelství a divadlu) a lidových vlivů na literární tvorbu. Předmětem jeho zájmu jsou i dějiny oboru literární historie. Editorsky připravil několik antologií a komentovaných edic raně novověkých literárních památek; převážně se specializuje na duchovní texty.
Publikoval řadu odborných článků v časopisech Dějiny a současnost, Tvar, Posel z Budče aj., a ve sbornících (Literární archiv, Historická demografie, Bibliotheca Strahoviensis, Sborník vlastivědných prací z Podblanicka aj.). Organizuje akce literárního a kulturního charakteru (např. rekonstrukce barokní pouti do Hájku u Prahy, literární pořady či scénická vystoupení, účast na tvorbě výstav apod.).